# Boombastic
Boombastic è il terzo album del cantante giamaicano Shaggy.

## Tracce
1. "In the Summertime" (ft. Rayvon)
2. "Boombastic"
3. "Something Different"
4. "Forgive Them Father"
5. "Heartbreak Suzie"
6. "Finger Smith"
7. "Why You Treat Me So Bad"
8. "Woman A Pressure"
9. "Train Is Coming" (ft. Wayne Wonder)
10. "Island Lover"
11. "Day Oh"
12. "Jenny"
13. "How Much More"
14. "Gal You A Pepper"
15. "In The Summertime (Ripper Remix)"
16. "Boombastic (Sting Remix)"